# Buddy Greco
Armando Joseph "Buddy" Greco (14 de agosto de 1926 - 10 de enero de 2017) fue un pianista y cantante de jazz estadounidense. Sus grabaciones han vendido millones, incluyendo «Oh Look A-There Ain't She Pretty», «Up, Up and Away» y  «Around the World». Su sencillo más exitoso fue «The Lady Is a Tramp», que vendió más de un millón de copias. Durante su carrera, grabó más de sesenta álbumes. Dirigió la Orquesta Sinfónica de Londres y actuó para la Reina Isabel II y con los Beatles.

## Biografía
Buddy Greco nació Armando Joseph Greco en una familia ítalo-estadounidense en Filadelfia, Pensilvania. Era hijo de Giuseppe Joseph Greco y Carmela Greco (nacida en Piedimonte), originaria de Ripabottoni en Molise, Italia. Su madre lo introdujo al piano a los cuatro años. De niño cantaba en la radio y de adolescente actuaba en clubes nocturnos de Filadelfia. A los 16 años, fue contratado por el líder de la banda Benny Goodman y pasó cuatro años de gira por el mundo con la orquesta de Goodman, tocando el piano, cantando y haciendo arreglos. En 1951 Greco inició su carrera discográfica, firmando con sellos como Coral, Kapp, Epic y Reprise.
En 1967 presentó la serie de televisión de CBS Away We Go con el comediante George Carlin. Los invitados incluyeron a Buddy Rich y Carmen McRae. Tuvo un papel en la película La chica que sabía demasiado. En 1969 formó dúo con el guitarrista de jazz Ron Escheté.
Greco conoció a su quinta y última esposa, Lezlie Anders, mientras ella actuaba en Las Vegas. Trabajando como su acto secundario, conoció a Greco en el escenario del Desert Inn. Después de casarse, trabajaron y viajaron juntos. En 1992, actuó en Las Vegas en el Starlight Room del Stars' Desert Inn. Este compromiso marcó el comienzo de la segunda fase de su carrera. Al año siguiente, fue agregado al Paseo de la Fama de Philadelphia Music Alliance. Poco después realizó una gira por Italia, Francia, Australia e Inglaterra.
Mientras vivía en Palm Springs, Greco abrió un pequeño club. Las paredes estaban decoradas con fotografías de Greco, Rat Pack y otros amigos famosos. Actuó allí a menudo y se convirtió en un lugar popular para cenar con celebridades. Después de cerrarlo, se mudó a Inglaterra. Mientras vivía en Palm Desert, California, continuó apareciendo en su club en Cathedral City, California, hasta que cerró en agosto de 2009.
En 2004, él y Anders fueron cabezas de cartel con The Fabulous Palm Springs Follies en el Teatro Plaza en Palm Springs, California.
Greco se familiarizó con Gran Bretaña en 1949. Pasó muchos años actuando en clubes británicos. Se mudó a Essex y mantuvo su propiedad de Palm Springs, California, como casa de vacaciones. En 2008, él y Anders realizaron una gira por el Reino Unido. Actuaron con la BBC Big Band y en el Ronnie Scott's Jazz Club de Londres. En agosto de ese año, fue el primer cabeza de cartel de Las Vegas en protagonizar un casino británico cuando actuó en el Circus Casino, Star City, Birmingham. En abril de 2010, realizó un tributo a Frank Sinatra para BBC Radio 2 con la BBC Concert Orchestra de 42 piezas. Realizó una gira por el Reino Unido con el espectáculo Swinging Las Vegas Legends a partir de julio de 2010.
En 2010, Greco y su esposa produjeron el espectáculo Fever! The Music of Miss Peggy Lee, que recibió elogios de la crítica en su estreno en el West End de Londres. Greco tocaba el piano y dirigía la orquesta mientras Anders cantaba. El programa recibió críticas positivas en los EE. UU. En la víspera de Año Nuevo de 2011, hizo una aparición especial en Hootenanny presentado por Jools Holland, cantando «Fly Me to the Moon».
En 2012, realizó una gira por el Reino Unido en lugares más pequeños, incluidos Thameside Theatre Stage y The Broadway en Essex.
Greco murió el 10 de enero de 2017 en Las Vegas, Nevada, a la edad de 90 años.
Greco publicó un álbum con Sceptrer Records al que Tom Murray del Calgary Herald se refirió 48 años después como "un extraño y hermoso mutante de su tiempo". El álbum fue Let the Sunshine In. Incluía las canciones «Let the Sunshine In», «Everybody Gets to Go to the Moon», «You're My World», «Spinning Wheel», «Never Give You Up» y «Like a Rolling Stone».

## Premios y honores
- Miembro del Paseo de la Fama, Philadelphia Music Alliance
- Aparece en Encyclopedia of Great Musicians y Encyclopedia of Great Jazz Singers and Musicians
- Incluido en la Gran Orden de las Ratas de Agua en 2011

## Discografía

### Álbumes
- Buddy Greco at Mister Kelly's (Coral, 1956)
- Broadway Melodies (Kapp, 1956)
- My Buddy (Fontana, 1959)
- Let's Love (Epic, 1961)
- I Like It Swinging (Columbia, 1961)
- Songs for Swinging Losers (Epic, 1961)
- Buddy & Soul (Epic, 1962)
- Soft and Gentle (Epic, 1963)
- Buddy's Back in Town (Columbia, 1963)
- Sings for Intimate Moments with Dave Grusin (Epic, 1963)
- My Last Night in Rome (Epic, 1964)
- Modern Sounds of Hank Williams (Epic, 1964)
- Here's Buddy Greco (Vocalion, 1964)
- On Stage (Epic, 1964)
- From the Wrists Down (Epic, 1965)
- I Love a Piano (Columbia, 1965)
- Buddy Greco Sings and Plays with the Hollywood All Stars (Society, 1965)
- Big Band & Ballads (Reprise, 1966)
- Buddy's in a Brand New Bag (Reprise, 1966)
- Away We Go! (Reprise, 1966)
- Let the Sunshine In (Scepter, 1969)
- It's My Life (Pye, 1972)
- Movin' On (Pye, 1973)
- Buddy Greco Live (Pye, 1974)
- For Once in My Life (Project 3, 1979)
- Live at the Sands (Picc-a-Dilly, 1980)
- Hot Nights (Applause, 1982)
- Ready for Your Love (Bainbridge, 1984)
- Movin' On (USA Music, 1989)
- It's Magic (Prestige, 1990)
- 'Round Midnight (Bay Cities, 1992)
- Route 66 (Celebrity, 1994)
- In Style (Camden, 1996)
- Jazz Grooves (Candid, 1998)

### Sencillos
- Ooh! Look-A There, Ain't She Pretty (1947)
- I Ran All the Way Home (1951)
- I'll Always Love You Some / And So Goodbye (1953)
- The Sheik Of Araby / Up The Chimney In Smoke (1954)
- Pennies From Heaven / Why Don't You Write Me (1955)
- The Pink Flamingo And The Dancing Crane / Wow (1956)
- In Time To Come / Love Don't Be A Stranger (1956)
- My One And Only Love / These Things Are Known (Only To God) (1956)
- The Nearness Of You / Here I Am In Love Again (1956)
- Game Of Love / With All My Heart (1957)
- With All My Heart / A Fallen Star (1957)
- Leona / You Are Mine / The Blue Room / Don't Come Cryin' To Me (1958)
- Wow / The Pink Flamingo And The Dancing Crane / Game Of Love / With All My Heart (1958)
- Ooh Baby / Ask Her (1959)
- The Lady Is a Tramp (1960)
- Oooh Look-a There, Ain't She Pretty / This Could Be The Start Of Something (1960)
- Around the World (1961)
- They Took John Away / I Could Write A Book (1961)
- Around The World (1961)
- Roses Of Picardy / Hallelujah I Love Her So (1961)
- Mr. Lonely (1962)
- Let Me Love You / Let's All Swing Like The Birdies Swing (1962)
- Hey There! / They Can't Take That Away From Me (1962)
- Twistin' To The Blues / Let Me Love You (1962)
- Make Up Your Mind / What Now My Love (1963)
- If Ever I Would Leave You / Wishing Star (1963)
- Make Up Your Mind / Let Me Love You (1963)
- Jambalaya (On The Bayou) (1964)
- I'll Be A Fool / Ciumachella (1964)
- Zip-a-dee-doo-dah / It's Such A Happy Day (1964)
- That Darn Cat / I Can't Begin to Tell You (1965)
- The Best Is Yet To Come / Time's A Wastin' While You're (1965)
- I Can't Begin To Tell You / When The Subject Was Roses (1965)
- You Win Again / The Most Beautiful Girl In The World (1965)
- That Darned Cat / To Be Or Not To Be In Love (1965)
- Most Beautiful Girl In The World / Jambalaya (1965)
- Put Yourself in My Place / Walking on New Grass (1966)
- Love's Gonna Live Here Again / There She Goes (1967)
- From Atlanta To Goodbye / Love Is A Hurtin' Thing (1969)
- My God And I / Walking Backwards Down The Road (1970)
- From Atlanta to Goodbye (1972)